# Colpotrochia habenia
Colpotrochia habenia är en stekelart som beskrevs av Ian D. Gauld och Sithole 2002. Colpotrochia habenia ingår i släktet Colpotrochia och familjen brokparasitsteklar. Inga underarter finns listade i Catalogue of Life.